# Маринер-6
Ма́ринер-6 (англ. Mariner 6, букв. — моряк), (Mariner Mars 69A) — автоматическая межпланетная станция программы НАСА Маринер для изучения Марса с пролётной траектории. 31 июля 1969 года Маринер-6 совершил успешный облёт Марса на минимальном расстоянии 3429 км, были получены снимки поверхности планеты, давшие значительно больший объём информации по сравнению с фотографиями Маринера-4. Кроме того, Маринер-6 стал первым космическим аппаратом, который провёл исследование состава атмосферы Марса с применением спектроскопических методик и определение температуры поверхности по измерениям инфракрасного излучения.

## Конструкция

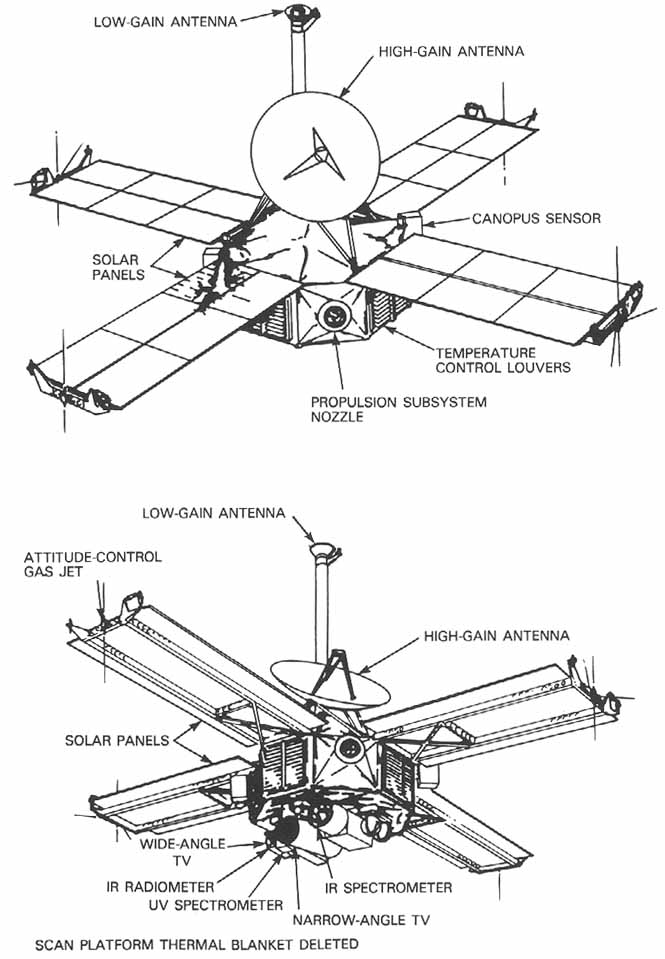
Схема Маринера-6

Маринер-6 являлся космическим аппаратом третьего поколения из серии Маринер (наряду с Маринер-7). Головная организация по проектированию, изготовлению и испытаниям — Лаборатория реактивного движения (Jet Propulsion Laboratory или JPL). Разработка отдельных систем выполнялась различными промышленными организациями. Разработка научных приборов осуществлялась с участием высших учебных заведений. Проектирование было начато в конце 1965 года и в основном закончилось в 1967 году.
Корпус космического аппарата имеет форму восьмигранника 138,4 см в ширину и 45,7 см в высоту. Корпус из магниевого сплава, негерметичный. Четыре солнечные батареи с размахом 5,79 м прикреплены к верхней части аппарата. Параболическая антенна диаметром 116,8 см с высоким коэффициентом усиления установлена в верхней части аппарата, а всенаправленная антенна с низким коэффициентом усиления закреплена на мачте высотой в 223,5 см установленной рядом с параболической антенной. Общая высота космического аппарата составила 3,35 метра, а масса 411,8 кг. Корпус разделен на восемь отсеков в которых разместилось электронная аппаратура, кабели, коррекционная двигательная установка, ёмкости с газом для системы ориентации и регулирующие устройства. В центре нижней поверхности корпуса размещена двухосная сканирующая платформа.
Питание для всех систем Маринера-6 обеспечивали 17 472 фотоэлементов, собранных в четыре панели размером 215×90 см, которые могли выработать до 449 Вт около Марса, энергия накапливалась в 18-элементном серебряно-цинковом аккумуляторе ёмкостью 1200 Вт·час.
Для коррекции траектории использовался двигатель развивающий 222 Н тяги который работал на однокомпонентном гидразиновом топливе.
Полная, трехосная ориентация аппарата осуществлялось 12 микродвигателями работающими на сжатом азоте, которые были установлены на концах панелей солнечных батарей. В системе ориентации имелись три гироскопа. Сведения об ориентации космического аппарата давали солнечные датчики (два основных и четыре вспомогательных) и датчик звезды Канопус.
Аппаратура связи на Маринере-6 состояла из дублированного радиопередатчика S-диапазона (2195 МГц) мощностью 20 ватт и одного радиоприёмника. Аппаратура могла отправлять и получать данные через всенаправленную антенну с низким коэффициентом усиления и направленную антенну с высоким коэффициентом усиления. Скоростью передачи данных через параболическую направленную антенну 16 200 бит/с. Данные могли также сохраняться для последующей передачи на бортовых магнитофонах: цифровом ёмкостью 13 000 000 бит и аналоговом ёмкостью 120 000 000 бит.
Работа всей электроники находились под контролем командной подсистемы которая могла обрабатывать любую из полученных с Земли команд (53 непосредственные команды в виде слов, 5 контрольных команд или 4 команды имеющие числовое значение необходимые для выполнения коррекции траектории). Центральный компьютер и программно-временное устройство общим весом 11,8 кг отрабатывали хранящиеся в памяти служебные команды, выполняемые последовательно через определенные промежутки времени. В качестве эталона времени применялась синхронизирующая частота 2,4 кГц.
Температурный режим поддерживался за счёт использования установленных над 6 отсеками с электроникой панелей c жалюзи, а также многослойной термоизоляции, защитных экранов из полированного алюминия и специальной обработки внешних поверхностей.
В каждом из космических аппаратов третьего поколения — Маринер-6 и Маринер-7 — использовано большое количество интегральных схем (2682 шт.). Суммарное количество электронных компонент (конденсаторов, резисторов, диодов, транзисторов, интегральных схем и др.) 24 520. При пересчете интегральных схем на дискретные элементы суммарное количество электронных компонент 98 764. Электронная аппаратура работала в вакууме, только бортовые магнитофоны имели герметичный корпус. Для реализации функциональных возможностей Маринера-6 весом 411,8 кг при использовании дискретных элементов потребовался бы космический аппарат весом более 1 тонны. Так считали специалисты Лаборатории реактивного движения — разработчики космических аппаратов Маринер.

### Научные приборы
На Маринер-6 установлены следующие научные приборы:
- ультрафиолетовый спектрометр;
- двухканальный инфракрасный спектрометр;
- двухканальный инфракрасный радиометр;
- узкоугольная телевизионная камера для получения снимков Марса;
- широкоугольная телевизионная камера для получения снимков Марса.
- Для эксперимента по радиозатмению научные приборы не требовались

Научные приборы размещены на двухосной сканирующей платформе. Платформа направляет приборы на заданные участки поверхности при пролёте Маринера вблизи Марса.
Узкоугольная телевизионная камера при расстоянии до поверхности Марса 3500 км могла сфотографировать участок поверхности 72×84 км, причём различимые детали поверхности 300 м, а широкоугольная телевизионная камера участок 720×840 км с разрешением 3 км. Объектив камеры создавал на видиконе прямоугольную картинку размером 9,6×12,3 мм. Она преобразовывалась в телевизионное изображение состоящее из 704 строк с 935 элементами в строке, каждый элемент кодировался по 256 уровням яркости. Таким образом каждый снимок содержал около 5 000 000 бит информации, примерно в двадцать раз больше снимка Маринера-4.
Программа научных исследований:
- Получение снимков для изучения состояния и свойств поверхности Марса а также облаков, дымки в атмосфере;
- Исследование состава атмосферы с применением спектроскопических методик;
- Определение параметров атмосферы (в том числе давления) на основании данных эксперимента по радиозатмению;
- Определение температуры поверхности по измерениям инфракрасного излучения Марса.

Всё бортовое научное оборудование предназначалось для исследования Марса, экспериментов по изучению межпланетного космического пространства Маринер-6 не проводил.

## Ход полёта

### Запуск
Маринер-6 был запущен 24 февраля 1969 года с космодрома на мысе Канаверал ракетой-носителем Атлас-SLV3C c разгонным блоком Центавр D.
Коррекция была проведена 1 марта 1969 года с включением двигателя на 5,35 секунд.

### Пролёт около Марса
Фотографирование Марса проводилось в два этапа: 1) при сближении с планетой и 2) при прохождении в непосредственной близости от поверхности планеты.
За 50 часов до максимального сближения с Марсом программно-временное устройство дало команды на разогрев научных приборов, включение системы преобразования данных, магнитофонов и механизма сканирующей платформы. Включается инфракрасный датчик дальнего захвата Марса который вырабатывает направление на центр диска планеты. Сканирующая платформа работает в режиме автоматического сопровождения по сигналам этого датчика.
В 48 часов до максимального сближения узкоугольная камера начала первый сеанс съёмки диска планеты. В течение 20 часов камера с интервалами в 37 минут получила серию из 33 снимков. За это время планета сделал 5/6 оборота и расстояние между нею и Маринером-6 уменьшилось с 1 241 000 до 725 000 км. Полученные снимки были записаны на аналоговый магнитофон и после окончания сеанса съемки за три часа были приняты на 63-метровую антенну станции дальней космической связи в Голдстоуне. Запись снимков на магнитной ленте была стерта. В 22 часа до максимального сближения узкоугольная камера начала второй сеанс съемки диска планеты. В течение 15 часов камера получила серию из 17 снимков. За это время расстояние между планетой и Маринером-6 уменьшилось с 561 000 до 175 000 км. Полученные снимки передали на Землю а запись стерли. На лучших из второй серии снимков диска Марса видны детали поперечником 25км (на фотографиях земных телескопов видны детали поперечником 150 км). Маринер-6 получил 50 снимков с большого
расстояния.
При дальнейшем сближении с Марсом осуществляется захват линии горизонта планеты двумя узкоугольными датчиками горизонта и сканирующая платформа переводится в режим сканирования по диску планеты. Пределы сканирования по двум осям составляют 215 и 64 градуса. Результаты измерений физических параметров планеты и её атмосферы по трассе сканирования, периодически пересекающей диск планеты, записываются в цифровом коде на магнитофон. Одновременно получаются телевизионные изображения отдельных участков Марса на трассе сканирования.
Маринер-6 сфотографировал с близкого расстояния экваториальный участок между экватором и параллелью 20 ю. ш. На этом участке расположены светлая область Deucalions Regio, оазис Juventae Fons и Oxia Pallus. Маринер-6 пролетел возле Марса 31 июля 1969 года. Минимальное расстояние составило 3429 км в 05:19:07 UT 31 июля. Космический аппарат находился в этот момент на расстоянии более 96 миллионов км от Земли. За 15 минут до максимального сближения две телекамеры начали автоматически фотографировать планету с интервалами между снимками 42 секунды. Внутри каждого широкоугольного снимка один участок фотографировался узкоугольной телекамерой. Широкоугольные снимки были с перекрытием, около половины поверхности фотографировалось дважды. В середине сеанса съемки сканирующая платформа отклонила телекамеры к северу чтобы сфотографировать темный участок Sinus Meridiani. Сеанс съемки продолжался 17 минут, Маринер-6 получил 24 снимка с близкого расстояния которые были записаны на аналоговый магнитофон. Данные научных приборов и снимки в течение нескольких следующих дней были переданы на Землю.
Затем Маринер-6 продолжил работу в режиме межпланетного полёта.
Из-за неполадок системы охлаждения первый канал инфракрасного спектрометра недостаточно охладился, поэтому измерения в диапазоне 6—14 микрон провести было невозможно.

### Окончание полета
В настоящее время космический аппарат находится на гелиоцентрической орбите.

## Научные результаты
Маринер-6 и Маринер-7 засняли с близкого расстояния при помощи широкоугольной телевизионной камеры около 20 % поверхности Марса (значительно больше, по сравнению с 1% Маринера-4).
Были выявлены участки поверхности трёх типов: 1) области покрытые кратерами, 2) хаотические области покрытые беспорядочной сетью коротких хребтов и долин шириной 1-3 и длиной 2-10 км, 3) области на которых нет деталей рельефа. На светлой круглой области Эллада (Hellas) нет ни кратеров ни каких-либо других деталей рельефа вплоть до предела разрешения узкоугольной телекамеры равного примерно 300 м. Между этими тремя типами существует много переходных вариантов.
Обнаружены кратеры двух видов: большие кратеры с плоским дном, малые кратеры котлообразной формы. Величина отношения диаметра кратера к глубине от 100 до 1.
Некоторые оазисы отождествлены с крупными кратерами у которых темное дно (Juventae Fons) или группами кратеров (Oxia Pallus). Марсианские каналы распознаются как вытянутые сплошные темные образования (Agathodaemon, Cerberus), как линейные цепочки нескольких кратеров с темным дном (Cantabras, Gehon), как цепочки темных пятен неправильной формы.
В атмосфере, по данным ультрафиолетового спектрометра, не обнаружен азот и окислы азота. До полёта Маринера-4 астрономы полагали, что марсианская атмосфера состоит в основном из азота, и исходя из этой предпосылки предлагали модели состава атмосферы. На основании эксперимента по радиозатмению Маринера-4 с учётом спектроскопических наблюдений с Земли было установлено, что углекислого газа не менее 80 %. Спектрометрическими измерениями Маринера-6 и Маринера-7 установлено, что атмосфера на 98 % состоит из углекислого газа.
Полярные шапки по крайней мере частично состоят из твердой углекислоты. Инфракрасный спектрометр обнаружил полосы твердой CO2.
Маринер-6 при помощи инфракрасного радиометра измерил температуру в 600 участках поверхности. В полдень температура достигает +17 °C, ночью падает ниже −75 °C. Тёмные области теплее светлых.
Проводилось зондирование атмосферы методом радиозатмения. Передача сигнала Маринера-6 шла на частоте 2195 МГц. Космический аппарат скрылся за диском Марса вблизи западного острия двойного залива Merediani Sinus. Давление там составило 6,8мб, температура около −13 °C. Радиозатмение продолжалось 20 минут. Маринер-6 вышел из-за диска Марса на ночной стороне вблизи северного полюса в точке с координатами 79 с. ш., 274 в. д. Давление здесь оказалось равным 6,5мб, температура около −113 °C.